# إلدار شافير
إلدار شافير (مواليد 9 مارس 1959) (بالعبرية: אלדר שפיר) عالم نفس أمريكي، أستاذ مشارك في معهد العلوم الاجتماعية الكمية بجامعة هارفارد. وهو مؤسس مشارك وعضو مجلس إدارة Ideas42، وهي منظمة غير ربحية تستخدم العلوم السلوكية للمساعدة في حل المشكلات الاجتماعية الصعبة. مجال دراسته الرئيسي هو الاقتصاد السلوكي، أي كيف تؤثر القرارات التي يتخذها الناس على نتائجهم المالية. قادته أبحاثه إلى استنتاج عام مفاده أن الناس غالباً ما يتخذون قرارات غير صائبة بشأن المسائل المالية عندما يعتقدون أنهم عقلانيون.